# HMS Plover (M26)
Pour les autres navires du même nom, voir HMS Plover.
Le HMS Plover était un mouilleur de mines côtier construit pour la Royal Navy au milieu des années 1930. Il mouilla plus de 15 000 mines pendant la Seconde Guerre mondiale et opéra dans la marine jusqu'à sa vente pour démolition en 1969.

## Conception
Le Plover avait un déplacement de 818 tonnes en charge nominale et 1 040 tonnes à pleine charge. Le navire avait une longueur hors-tout 59,4 mètres, un faisceau de 10,3 mètres et un tirant d'eau de 3,0 mètres. Le navire était propulsé par deux machines à vapeur verticaux à triple expansion alimentées par deux chaudières à tubes d'eau développant 1 400 ch et entraînant deux hélices. Emportant 118 tonnes de mazout, le navire avait une vitesse maximale de 14,75 nœuds (27,32 km/h). Son équipage comprenait 69 officiers et hommes d'équipage.
Initialement, il était équipé de deux mitrailleuses de 7,7 mm. Après la guerre, un canon de 76,2 mm a été ajouté à l'arrière ainsi qu'un canon automatique Oerlikon de 20 millimètres. Pendant la guerre, le navire emportait de 80 à 100 mines, un radar de conduite de tir type 286 a également été ajouté.

## Historique
Au cours de la Seconde Guerre mondiale, il mouilla au total 15 237 mines, dont deux coulèrent le destroyer allemand Z 8 Bruno Heinemann au large de la côte belge en janvier 1942.
Peu avant la fin de la guerre, le sous-marin allemand U-325 touche une mine faisant partie d'un champ de mines posé par le Plover au matin du 30 avril 1945, à 17 kilomètres au sud du cap Lizard. Ce champ comprenait 100 mines Mk XVII / XVII (8).
Le navire continue son service après la guerre et participe notamment à la revue navale célébrant la couronne de la reine Élisabeth II. En 1969, il est vendu à la société Thos W Ward (en) et est envoyé à Inverkeithing, en Écosse, en avril 1969, où il est démoli.